# Kontynuujemy Zmianę
Kontynuujemy Zmianę (bułg. Продължаваме промяната, PP) – bułgarska partia polityczna, określana jako ugrupowanie socjalliberalne.

## Historia
Ugrupowanie powstało we wrześniu 2021. W Bułgarii trwał wówczas kryzys polityczny, po dwóch kolejnych wyborach z 2021 parlament nie był w stanie wyłonić rządu. W konsekwencji we wrześniu tegoż roku prezydent Rumen Radew rozpisał kolejne wybory. PP zostało założone w tymże miesiącu przez Kiriła Petkowa i Asena Wasilewa, ministrów z technicznego gabinetu Stefana Janewa, którzy w ciągu kilku miesięcy urzędowania zyskali pewną popularność. Z uwagi na bliski termin wyborów liderzy ruchu nie zdążyli dokonać formalnej rejestracji partii. W konsekwencji zorganizowano koalicję trzech małych formacji, która przyjęła tożsamą nazwę i udostępniła listy wyborcze dla osób wskazanych przez byłych ministrów. W jej skład weszły Wołt (bułgarski oddział ruchu Volt), centrowa partia SEK i lewicowe ugrupowanie PDS).
W głosowaniu z listopada 2021 lista Kontynuujemy Zmianę zajęła pierwsze miejsce z wynikiem 25,7% głosów i 67 mandatami w Zgromadzeniu Narodowym. Większość miejsc przypadło kandydatom tworzonej partii PP, Wołt i SEK uzyskały pojedyncze mandaty, a stronnictwo PDS nie wprowadziło żadnych przedstawicieli (przypadła mu natomiast zdecydowana większość państwowej dotacji). Formacja PP uzgodniła utworzenie nowego rządu z ruchem Jest Taki Lud, Bułgarską Partią Socjalistyczną i liberalną koalicją Demokratyczna Bułgaria. W grudniu 2021 parlament udzielił wotum zaufania gabinetowi Kiriła Petkowa. Rząd upadł jednak na skutek wotum nieufności z czerwca 2022.
W konsekwencji na październik 2022 rozpisano kolejne wybory parlamentarne. Ponownie powołano koalicję pod nazwą Kontynuujemy Zmianę (tworzoną tym razem przez Wołt i SEK). Ostatecznie w sierpniu 2022 dokończona została rejestracja partii PP, która następnie stała się formalnym członkiem wyborczego sojuszu. Lista wyborcza PP przegrała z koalicją skupioną wokół partii GERB, zajmując drugie miejsce z wynikiem 20,2% głosów (52 mandaty). Nowy parlament nie wyłonił rządu, co skutkowało następnymi wyborami w kwietniu 2023. Formacja startowała tym razem wspólnie z liberalną koalicją Demokratyczna Bułgaria; sojusz ponownie zajął drugie miejsce (24,5% głosów i 64 mandaty). Zawarł następnie porozumienie z centroprawicą celem utworzenia rządu na okres półtora roku. Pozwoliło to w czerwcu 2023 na powołanie rządu Nikołaja Denkowa z PP; ustalono nadto, że po 9 miesiącach zastąpi go Marija Gabriel z partii GERB. Zgodnie porozumieniem Nikołaj Denkow 5 marca 2024 ogłosił dymisję rządu; koalicjanci nie doszli jednak do porozumienia odnośnie do powołania nowego gabinetu, co skutkowało rozpisaniem kolejnych wyborów na czerwiec 2024. Lista PP-DB zajęła w nich trzecie miejsce (14,3% głosów i 39 mandatów). W odbywających się w tym samym czasie wyborach europejskich uzyskała 3 miejsca w PE X kadencji. W następnych przedterminowych wyborach krajowych z października 2024 koalicja otrzymała 14,2% głosów i 36 miejsc w parlamencie (plasując się na drugim miejscu).